# Kalijawo Malampe
Der Kalijawo Malampe, auch Kalyawo Malampe, Lengoe Laboe oder Lengu Labu genannt, ist ein Schild aus Indonesien.

## Beschreibung
Der Kalijawo Malampe besteht in der Regel aus Holz. Er ist ähnlich dem Kliau-Schild gearbeitet. Er ist rechteckig und leicht halbrund gearbeitet. Auf der Außenseite sind horizontale Streben aus Rattan angebracht, was charakteristisch für diesen Schildtypus ist. Die Außenseite kann bemalt oder mit anderen Verzierungen dekoriert sein.

## Verbreitung
Der Kalijawo Malampe wird von Ethnien Sulawesis aus Indonesien benutzt.